# شوكيات الجلد
قنفذيات الجلد أو شوكيات الجلد، هي شعبة من اللافقاريات تعيش حصريًا في البيئات البحرية. يتميز جميع أفراد هذه الشعبة بأسلوب حياة حر بالقرب من الشواطئ، مع حركة بطيئة نسبيًا. يسهل تمييزها بفضل خصائصها الخارجية المميزة، وأبرزها الجلد المغطى بالأشواك، والذي يمنحها اسمها المميز.
تشمل هذه الشعبة: نجم البحر، النجميات الهشة، قنافذ البحر، دولارات الرمل [الإنجليزية]، وخيار البحر، بالإضافة إلى زنابق البحر المعروفة أيضًا باسم الزنابق الحجرية. تمتلك هذه الكائنات تناظرًا جانبيًا في طور اليرقة، ولكنها تكتسب تناظرًا شعاعيًا خماسي الأشعة (Pentamerous Symmetry) عند البلوغ، مما يميزها عن غيرها من الكائنات البحرية. تعيش الشوكيات الجلدية في قاع المحيطات، بدءًا من المنطقة بين منطقة المد والجزر وصولًا إلى المنطقة السحيقة. تضم هذه الشعبة حوالي 7,600 نوع حي، مما يجعلها ثاني أكبر مجموعة من ثانويات الفم بعد شعبة الحبليات، وأكبر شعبة بحرية على الإطلاق. يعود ظهور أولى الشوكيات الجلدية المميزة إلى أوائل العصر الكمبري.  
تلعب الشوكيات الجلدية دورًا مهمًا من الناحيتين البيئية والجيولوجية. بيئيًا، تُعد من أكثر الكائنات وفرةً في أعماق المحيطات وكذلك في البيئات البحرية الضحلة. تتميز معظم أنواع الشوكيات الجلدية بقدرتها على التكاثر اللاجنسي وتجديد الأنسجة والأعضاء والأطراف، وفي بعض الحالات، يمكنها إعادة بناء جسم كامل من طرف واحد فقط. في حين تكمن أهميتها جيولوجيًا في هيكلها الداخلي العظمي المتكلس، والذي يُعد مساهمًا رئيسيًا في تكوين العديد من التكوينات الحجرية الجيرية، كما يوفر أدلة قيمة حول البيئات الجيولوجية القديمة.  
كانت الشوكيات الجلدية أكثر الكائنات استخدامًا في أبحاث التجديد الحيوي خلال القرنين التاسع عشر والعشرين. بالإضافة إلى ذلك، يعتقد بعض العلماء أن الانتشار الإشعاعي للشوكيات الجلدية كان له دور أساسي في الانقلاب البحري الميزوزي [الإنجليزية]، وهو حدث تطوري كبير غيّر تركيبة النظام البيئي البحري خلال حقبة الميزوزوي.

## التنوّع
يوجد نحو 7,600 نوع حيّ من شوكيات الجلد حاليًا، إلى جانب ما يقارب 13,000 نوع منقرض معروف. جميع شوكيات الجلد هي كائنات بحرية، ويمكن العثور عليها في بيئات تتراوح من المناطق الساحلية الضحلة إلى أعماق المحيط السحيقة. ويُعترف عمومًا بخمس طوائف حيّة من شوكيات الجلد، وهي:
- نجم البحر: تضم أكثر من 1,900 نوع.
- نجم البحر الهش أو نجم البحر الأفعواني: ويبلغ عدد أنواعها نحو 2,300 نوع.
- قنافذ البحر ودولارات الرمل: وتضم حوالي 900 نوع.
- خيار البحر : يحتوي على نحو 1,430 نوعًا.
- زنابق البحر والنجوم الريشية: وتضم نحو 580 نوعًا.[10][11]

الفئات الموجودة من شوكيات الجلد
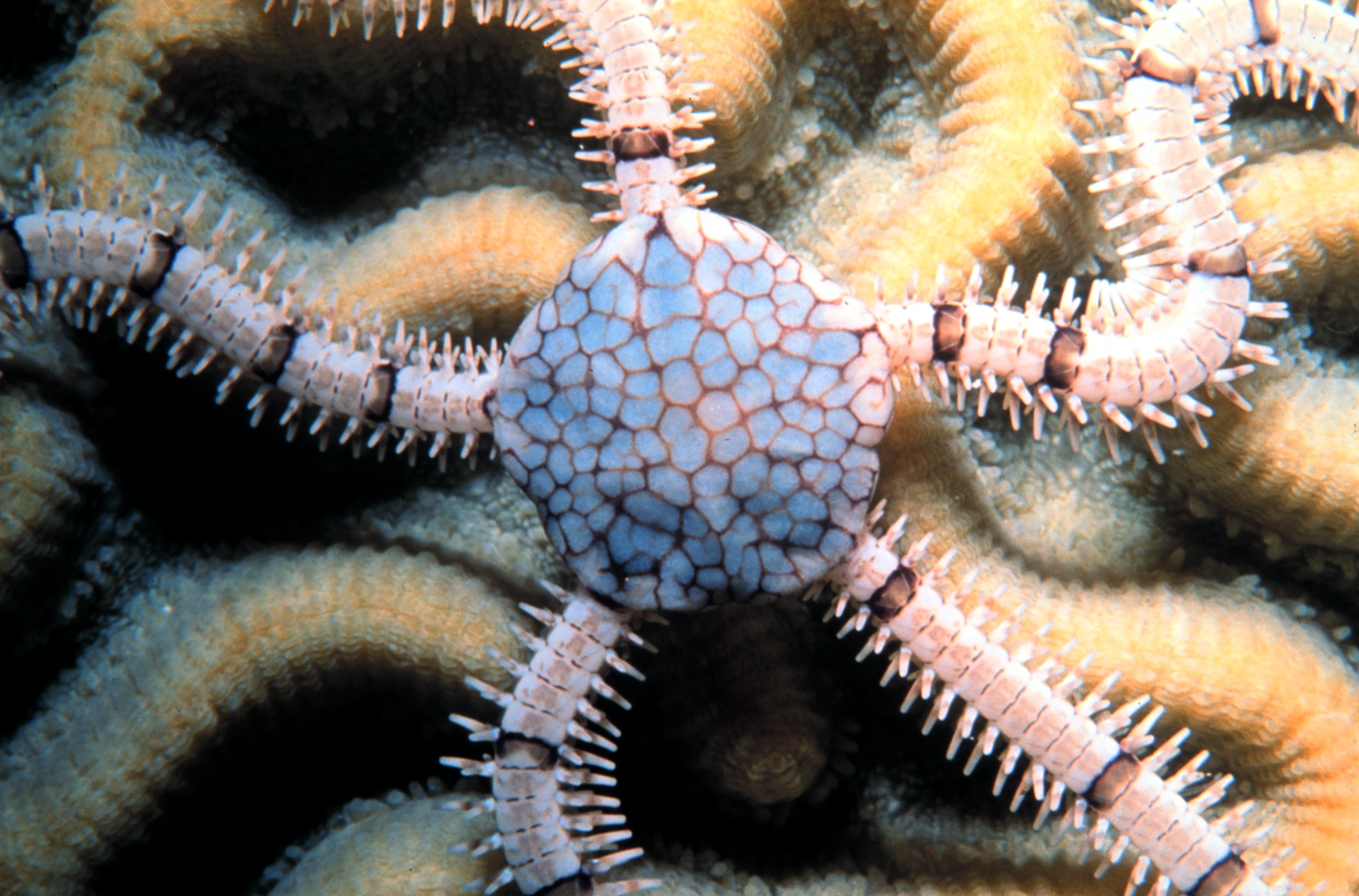
A brittle star, Ophionereis reticulata
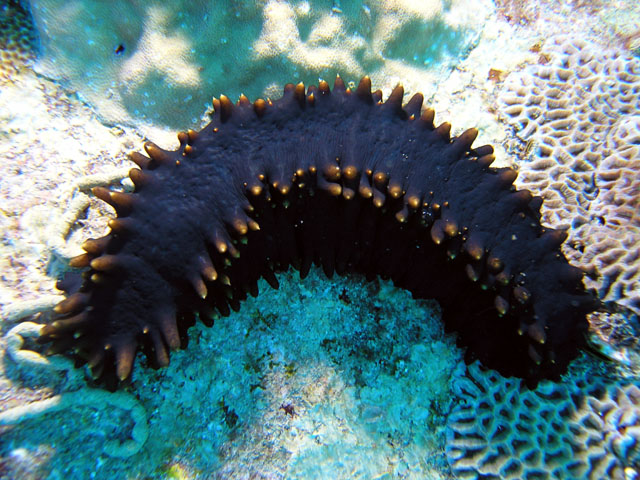
A sea cucumber, Stichopus chloronotus, from Malaysia
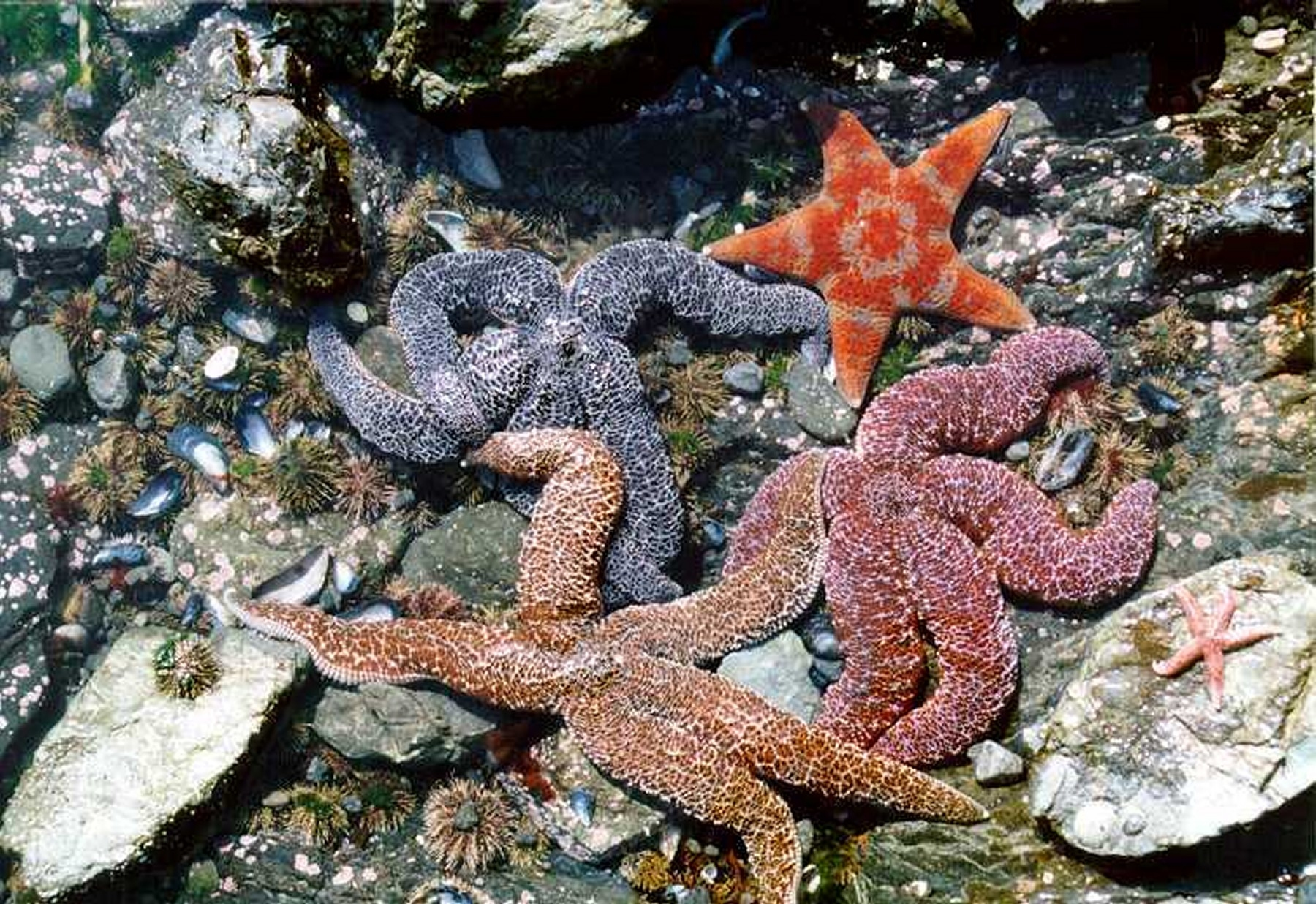
Starfish of varied colours
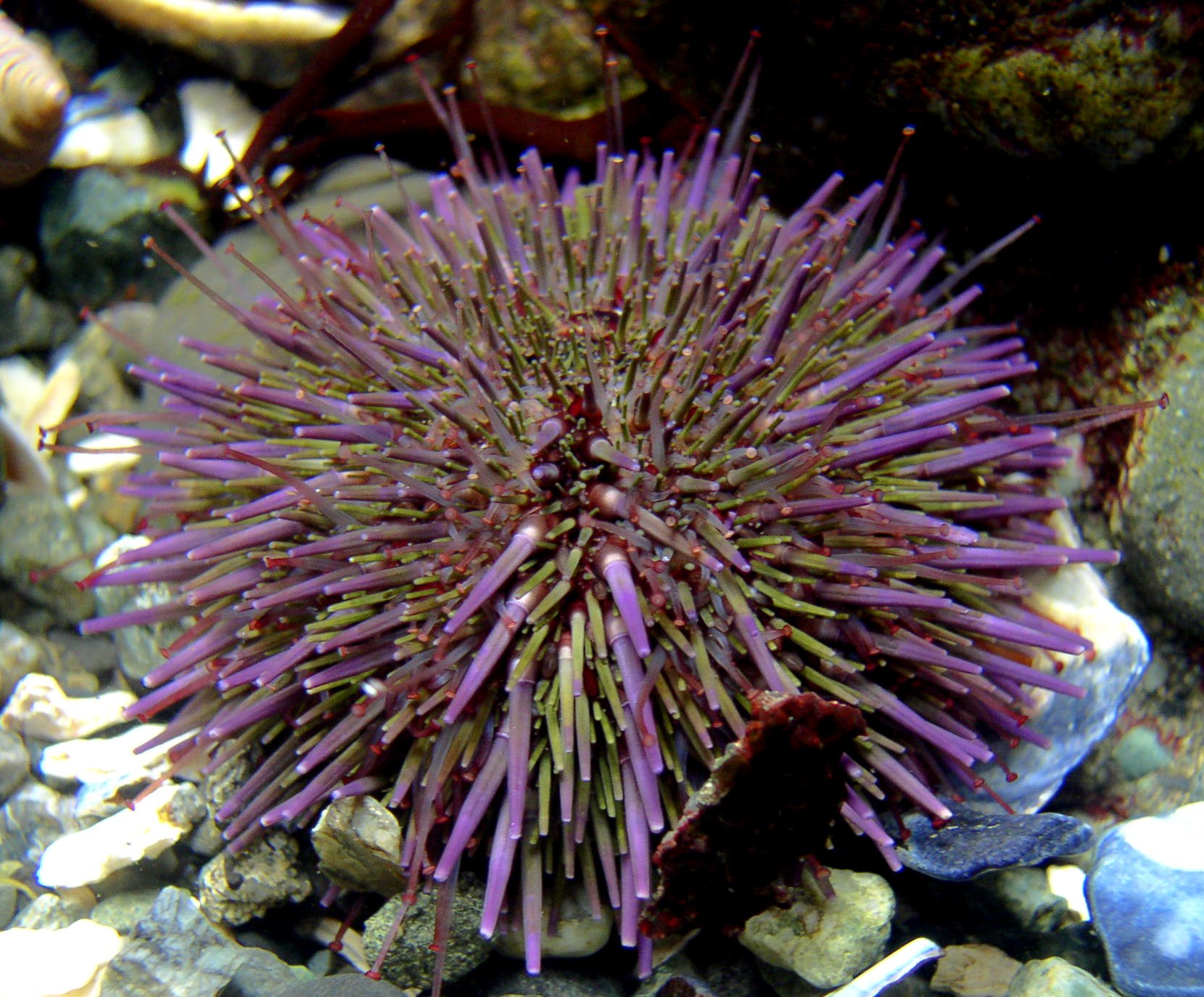
A sea urchin, Strongylocentrotus purpuratus
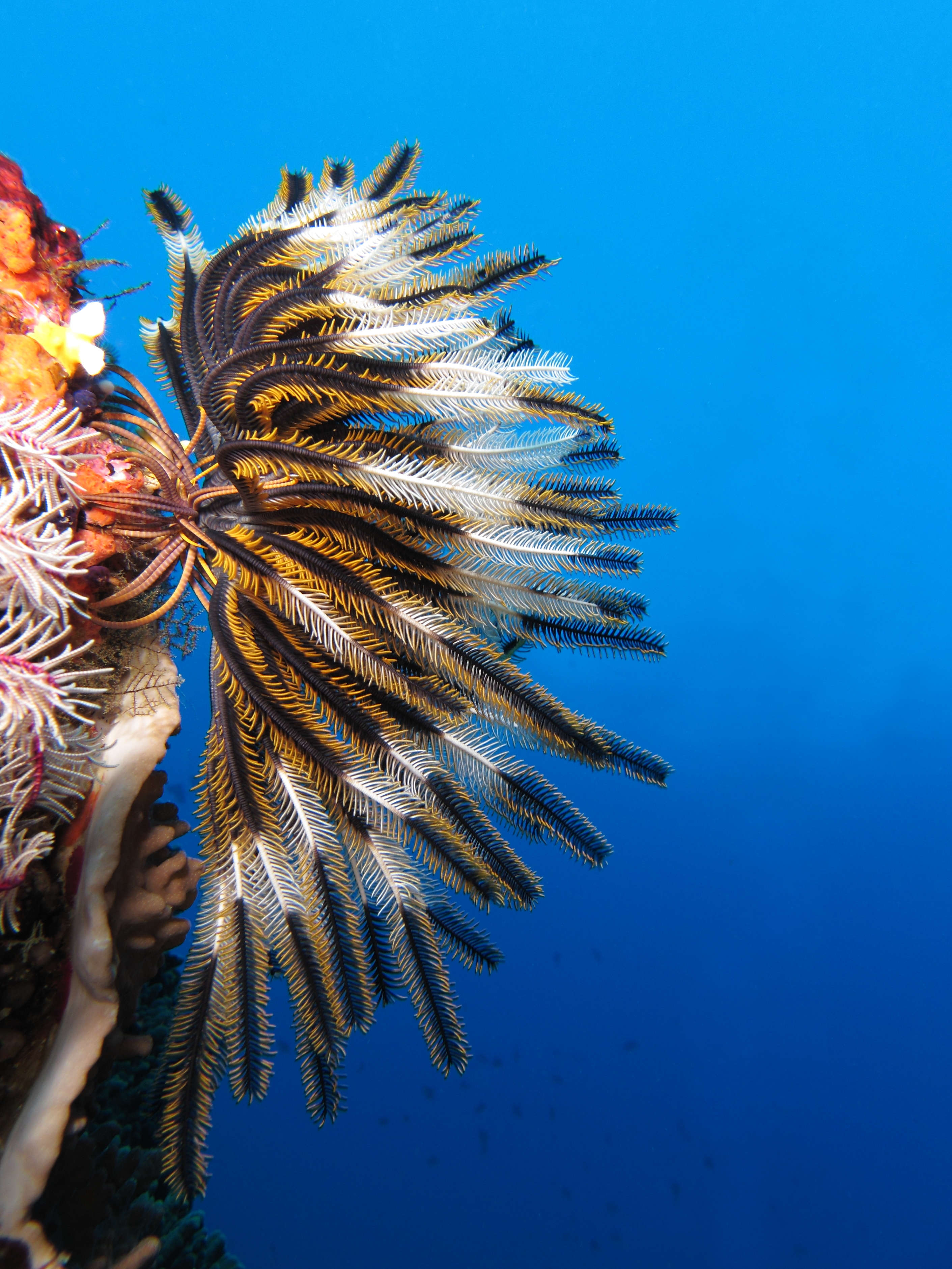
Crinoid on a coral reef

## التشريح والفسيولوجيا
تطوّرت شوكيات الجلد من حيوانات ذات تناظر جانبي. وعلى الرغم من أن شوكيات الجلد البالغة تمتلك تناظرًا خماسيًا، إلا أن يرقاتها تكون مهدبة وحرة السباحة وتتميّز بتناظر جانبي. وفي مرحلة التحوّل، ينمو الجانب الأيسر من الجسم على حساب الجانب الأيمن، الذي يتم امتصاصه في نهاية المطاف. بعد ذلك، ينمو الجانب الأيسر بشكل خماسي التناظر، بحيث يتم ترتيب الجسم في خمسة أجزاء حول محور مركزي.
توجد بعض الاستثناءات من هذه القاعدة ضمن طائفة الحيوانات النجمية؛ إذ تمتلك معظم نجوم البحر من جنس Leptasterias ستة أذرع، رغم أن الأفراد خماسيّة الأذرع قد تظهر. كما تحتوي رتبة Brisingida أيضًا على بعض الأنواع ذات الستة أذرع. أما بين نجم البحر الهش فتوجد أنواع سداسية الأذرع مثل Ophiothela danae، وOphiactis savignyi، وOphionotus hexactis، وغالبًا ما تمتلك Ophiacantha vivipara أكثر من ستة أذرع.
تُظهر شوكيات الجلد تناظرًا شعاعيًا ثانويًا في أجزاء من أجسامها خلال بعض مراحل الحياة، ويُرجّح أن يكون ذلك تكيفًا مع نمط الحياة البطيئة أو الثابتة.[3] فالكثير من زنابق البحر وبعض نجوم البحر لها تناظر بمضاعفات للعدد خمسة؛ على سبيل المثال، يمتلك نجم البحر Labidiaster annulatus ما يصل إلى خمسين ذراعًا، في حين أن زنابق البحر مثل Comaster schlegelii قد تمتلك مئتي ذراع.
وقد أظهرت الدراسات الجينية أن الجينات المسؤولة عن نمو الجزء الأمامي من الجسم يتم التعبير عنها على طول القنوات الأنبوبية في مركز أذرع نجم البحر، في حين تُعبَّر الجينات التالية لذلك في محيط الأقدام الأنبوبية. أما الجينات المتعلقة ببداية الجذع، فيتم التعبير عنها في هوامش الأذرع، ولكن الجينات الخاصة بالجذع لا تُعبّر إلا في الأنسجة الداخلية، وليس على سطح الجسم. وهذا يشير إلى أن جسم نجم البحر يمكن اعتباره مكوّنًا من "رأس فقط" تقريبًا.

### الجلد والهيكل
تمتلك شوكيات الجلد هيكلًا داخليًا مشتقًا من الأديم المتوسط يقع في الأدمة (الجلد الداخلي)، ويتكوّن من صفائح كلسية تُعرف باسم الأوسيكلات. ولو كانت هذه الصفائح صلبة تمامًا، لشكّلت هيكلًا ثقيلًا، ولكنها بدلاً من ذلك تحتوي على بنية إسفنجية مسامية تُعرف باسم "ستيريو"، مما يخفف من وزن الهيكل. يمكن أن تكون الأوسيكلات ملتحمة كما هو الحال في الدرع الخارجي لقنافذ البحر، أو مرتبطة بمفاصل مرنة كما في أذرع نجوم البحر والنجوم الهشة والزنابق البحرية. وقد تحمل الأوسيكلات بروزات خارجية على شكل أشواك أو حبيبات أو نتوءات، وتكون مدعومة ببشرة خارجية قوية. تُستخدم عناصر الهيكل أحيانًا بطرق متخصصة، مثل:
- عضو المضغ المعروف بـ"فانوس أرسطو" لدى قنافذ البحر.
- السيقان الداعمة لدى الزنابق البحرية.
- الحلقة الكلسية لدى خيار البحر.[12]

على الرغم من أن الأوسيكلات الفردية قوية وتتحجّر بسهولة، إلا أن الهياكل الكاملة لنجوم البحر والنجوم الهشة والزنابق البحرية نادرة في السجل الأحفوري. وعلى العكس من ذلك، تُحفظ قنافذ البحر بشكل جيد في طبقات الطباشير أو الحجر الجيري. خلال عملية التحجّر، تُملأ الفراغات الموجودة في الستيريو بـ الكالسيت الذي يكون متصلًا بالصخر المحيط. وعند كسر هذا النوع من الصخور، يستطيع علماء الحفريات رؤية أنماط الانفصام المميزة وأحيانًا البنية الداخلية والخارجية الدقيقة للدرع.
تحتوي البشرة على خلايا صبغية تُضفي الألوان الزاهية التي تُميّز العديد من شوكيات الجلد، وتشمل هذه الألوان الأحمر القاني، والخطوط السوداء والبيضاء، والبنفسجي المكثف. وقد تكون هذه الخلايا حسّاسة للضوء، مما يجعل بعض شوكيات الجلد تغيّر مظهرها تمامًا عند حلول الظلام. ويمكن أن يحدث هذا التغير بسرعة؛ إذ يستطيع قنفذ البحر أن يغيّر لونه في غضون خمسين دقيقة عند تعرّضه للضوء.
إحدى السمات المميزة لمعظم شوكيات الجلد هي وجود نوع خاص من النسيج يُعرف بـ "النسيج الرابط القابل للمسك". وهو نسيج قائم على الكولاجين، يمكنه تغيير خصائصه الميكانيكية بتحكم عصبي وليس عضلي. يُمكّن هذا النسيج نجم البحر من التحرك بشكل مرن على قاع البحر، ثم التصلّب أثناء محاولة فتح صدفية رخوية أو تثبيت نفسه داخل شق صخري. وبالمثل، يمكن لقنافذ البحر تثبيت أشواكها المتحركة عادةً في وضع قائم كآلية دفاعية عند التعرّض للهجوم.

## وصلات خارجية
- دليل شوكيات الجلد من متحف التاريخ الطبيعي في لندن.
- شوكيات جلد بحر الشمال